# Escharella serratilabris
Escharella serratilabris är en mossdjursart som först beskrevs av Charles Henry O'Donoghue 1924.  Escharella serratilabris ingår i släktet Escharella och familjen Romancheinidae. Inga underarter finns listade i Catalogue of Life.